# بزهای کوهی اروپایی
بزهای کوهی اروپایی (نام علمی: Rupicapra) نام یک سرده از زیرخانواده بزیان است.

## گونه‌ها
- بز کوهی پیرنیه، Rupicapra pyrenaica
- بز کوهی اروپایی، Rupicapra rupicapra